# Universität Kyōto

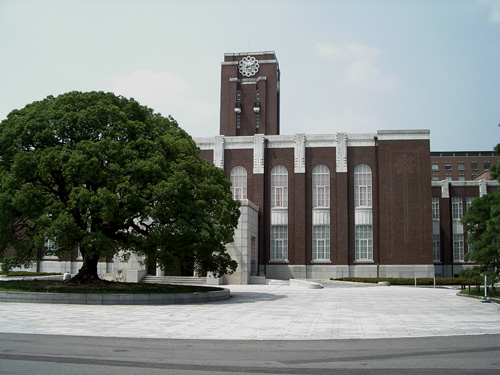
Universität Kyōto

Die Universität Kyōto (jap. 京都大学, Kyōto Daigaku) ist eine der größten und prestigeträchtigsten Universitäten in Japan. Die Universität hat folgende Campus: Yoshida-Campus im Kyōtoer Stadtbezirk Sakyō-ku, Uji-Campus in Uji und Katsura-Campus im Kyōtoer Stadtbezirk Nishikyō-ku.

## Geschichte
Die Universität wurde im Juni 1897 als Kaiserliche Universität Kyōto durch die Kaiserliche Anordnung #209 als zweite Universität Japans gegründet. 1899 wurden die Fakultäten Recht und Medizin gegründet. Im Dezember desselben Jahres öffneten die Universitätsbibliothek und das Universitätskrankenhaus ihre Pforten. 1926 kam ein Institut für chemische Nachforschungen hinzu. Im Jahre 1947 wurde die Universität in Universität Kyōto umbenannt. Seit 1949 sind fast jedes Jahr neue Fakultäten, Forschungsstationen und Laboratorien eröffnet worden. 1997 wurde das Universitätsmuseum eröffnet. Seit 2017 gibt es den Joint Masters Degree in Transcultural Studies zwischen der Universität Kyōto und der Universität Heidelberg.

## Gliederung
Im Jahr 2008 war die Universität in 10 Fakultäten gegliedert:
- Integrierte Humanwissenschaften
- Geisteswissenschaften
- Erziehungswissenschaften
- Rechtswissenschaft
- Wirtschaftswissenschaften
- Naturwissenschaften
- Medizin (mit dem Universitätsklinikum)
- Pharmazie
- Ingenieurwissenschaften
- Landwirtschaft

Es gab 17 Graduiertenschulen, 13 Forschungsinstitute und 28 Forschungszentren.

## Absolventen (Auswahl)
- Otake Fumio (1900–1962), Sinologe und Übersetzer
- Shinichirō Tomonaga (1906–1979), Empfänger des Nobelpreises für Physik (1965)
- Hideki Yukawa (1907–1981), Empfänger des Nobelpreises für Physik (1949)
- Hinohara Shigeaki (1911–2017), Mediziner
- Kenichi Fukui (1918–1998), Nobelpreis für Chemie (1981)
- Susumu Tonegawa (* 1939), Nobelpreis für Physiologie oder Medizin (1987)
- Ryoji Noyori (* 1938), Empfänger des Nobelpreises für Chemie[2] (2001)
- Heisuke Hironaka (* 1931), Mathematiker, Fields-Medaille (1970)
- Shigefumi Mori (* 1951), Mathematiker, Fields-Medaille (1990)
- Tetsunari Iida (* 1959), Nuklearingenieur und Politikberater
- Tatsuya Kawahara (* 1979), Architekt und Gastprofessor
- Mina Miyajima (* 1983), Autorin, Großer Preis der Buchhändler 2024